# 郭祥
郭祥（？—？），山西平陽府蒲州臨晉縣人，明朝政治人物。

## 生平
洪武十七年（1384年）甲子科山西鄉試舉人，十八年（1385年）乙丑科進士。授監察御史。